# 54 Aleksandra
54 Aleksandra (mednarodno ime 54 Alexandra) je velik in temen asteroid tipa C v glavnem asteroidnem pasu. 

## Odkritje
Asteroid je odkril Hermann Mayer Salomon Goldschmidt (1802 – 1866) 10. septembra 1858. . Ime je dobil po nemškem raziskovalcu Alexandru von Humboldtu.

## Lastnosti
Asteroid Kalipso obkroži Sonce v 4,47 letih. Njegova tirnica ima izsrednost 0,196, nagnjena pa je za 11,804° proti ekliptiki. Njegov premer je 165,8 km, okrog svoje osi pa se zavrti v 7,024 h .